# فورست بارك
فورست بارك (بالإنجليزية:Forest Park) هي حديقة عامة في حي كوينز في مدينة نيويورك, تبلغ مساحتها 538 أكر(2.15 كم2).

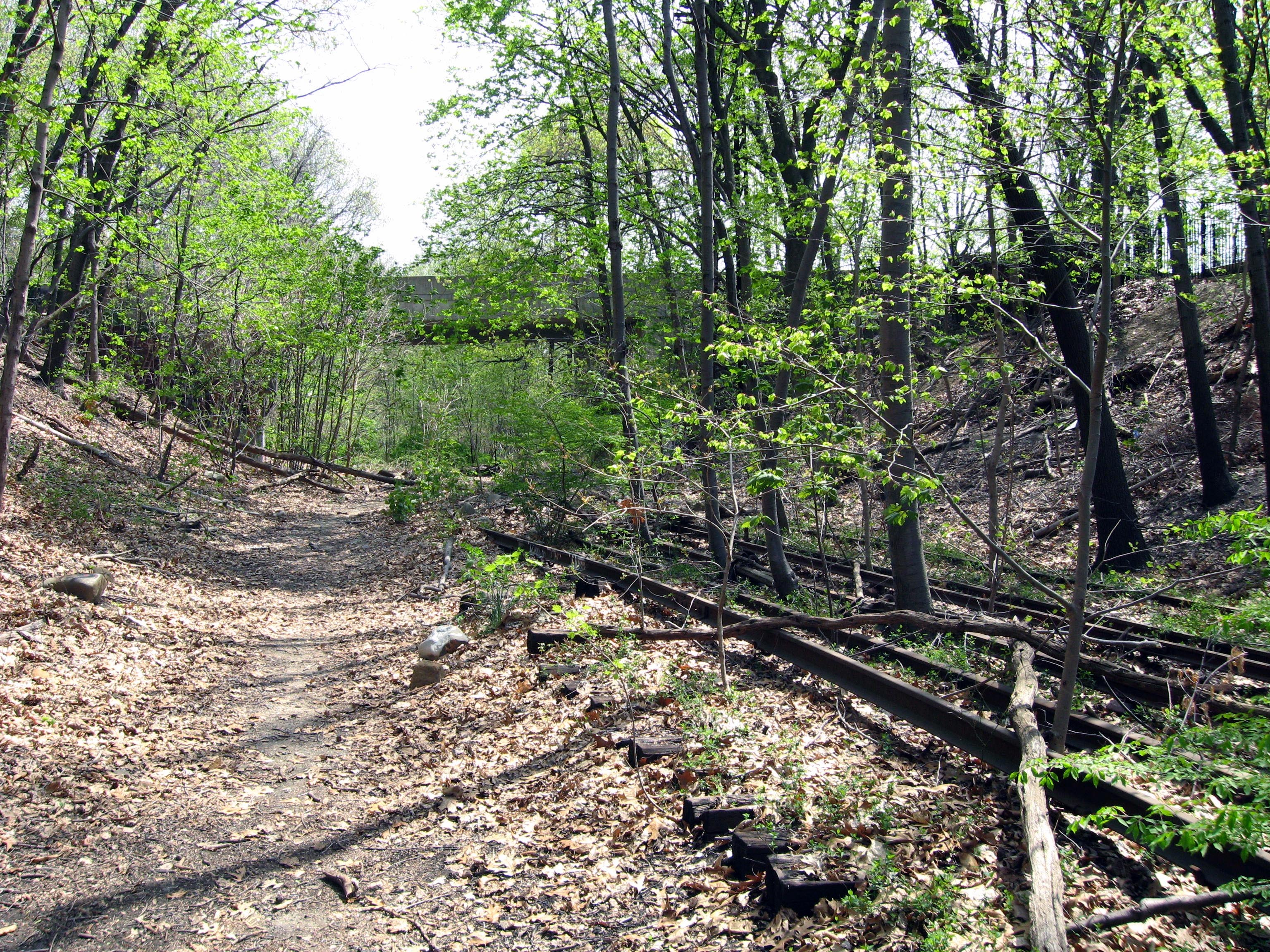

‌